# Петропавловка (Синельниковский район)
Петропа́вловка (укр. Петропавлівка) — посёлок, Петропавловский поселковый община, Синельниковский район, Днепропетровская область, Украина.
Является административным центром Петропавловского поселкового совета, в который, кроме того, входит пгт
Зализничное

## Географическое положение
Посёлок городского типа Петропавловка находится на левом берегу реки Бык в месте её впадения в реку Самара (левый приток),
выше по течению на расстоянии в 2,5 км расположено село Троицкое,
на противоположном берегу — село Самарское.
Реки в этом месте извилистые, образуют лиманы, старицы и заболоченные озёра.

## История
- Около села обнаружено поселение эпохи неолита (IV тысячелетия до н. э.)[2].
- В конце 1775 и начале 1776 года в Вовководском уезде, при реках — Самаре и Быке, на государственной, свободной земле, возникла военная слобода из пикинёров первой роты Луганского полка со всеми их семьями и родственниками. Пикинёры Бахмутской крепости ходили в местный Петропавловский храм, то есть представляли собой приход, и, в память себе и потомкам, новую слободу назвали Петропавловка.
- Осенью 1776 года слободчане начали хлопотать о сооружении у себя первой церкви. Выборные слободы Петропавловки Семён Ручий, Левон Семененко и Иван Макаренко подали губернатору Черткову прошение, в котором, изложив все права свои на оставленную ими в Бахмуте Петропавловскую церковь, просили его приказать перенести её, как их прямую и законную собственность, в новую слободу Петропавловку. Немедленно приведена была по этому делу соответствующая справка, и по справке оказалось, что требования обывателей слободы Петропавловка, относительно Петропавловской церкви Бахмута, по сути дела, справедливы и законны. Церковь в Бахмуте была построена и содержалась старанием и вкладом первой роты Бахмутского казачьего полка (пикинёры).   На этом основании Азовский губернатор Чертков, бумагой от 7-го ноября 1776 года, просил у Преосвященного Евгения благословения и разрешения Петропавловскую церковь из Бахмута перенести в слободу Петропавловку.
- 22 декабря 1776 года решением Консистории было позволено перенести Петропавловскую церковь из Бахмута в новонаселенную слободу Петропавловка по реке Бык, близь реки Самара.
- В 1777 году в Петропавловке насчитывалось 133 приходских двора, в них  521 мужчин и 478 женщин, всего 999 человек.

В 1846 году Петропавловка стала местечком и центром волости Павлоградского уезда Екатеринославской губернии.
В 1898 году здесь насчитывалось 1102 двора, действовали 2 православных церкви, еврейский молитвенный дом, земская школа с переплетной мастерской, церковноприходская школа, земская больница, склады и торговые лавки, регулярно проходили ярмарки.

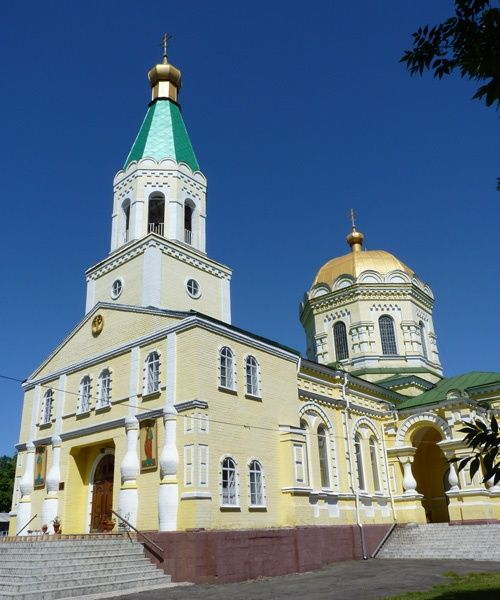
Свято-Петропавловская церковь. 1910 год

Каменный трёхпрестольный храм в честь святых первоверховных апостолов Петра и Павла был построен в 1910 году. Здание храма однокупольное, с колокольней. Центральный престол — в честь святых первоверховных апостолов Петра и Павла, левый — в честь святой великомученицы Екатерины, правый — в честь благоверного князя Александра Невского.
Во время Великой Отечественной войны посёлок был оккупирован. Освобождён вместе с посёлком Межевая 10 сентября 1943 года.
В 1957 году присвоен статус посёлок городского типа.
В январе 1989 года численность населения составляла 10 148 человек.
В мае 1995 года Кабинет министров Украины утвердил решение о приватизации находившихся здесь АТП-11235 и завода силикатного кирпича, райсельхозтехники и райсельхозхимии, в июле 1995 года было утверждено решение о приватизации районной строительной организации.
По состоянию на 1 января 2013 года численность населения составляла 8553 человек.

## Экономика
- Хлебзавод не работает
- Маслозавод (здание расформированное)
- Рыбхоз (не функционирует)
- Инкубаторная станция (не функционирует)

## Объекты социальной сферы
- Школы
- Профессионально-техническое училище
- Детские садики
- ДЮСШ
- Музыкальная школа с двумя филиалами
- Районная больница
- Дом культуры
- Дом творчества детей и юношества
- Историко-краеведческий музей
- Районная библиотека
- Детская библиотека
- Кинотеатр (не функционирует)
- Более 80-ти магазинов (в том числе продуктовые, хозяйственные, автозапчасти, мебельный, стройматериалов)
- Парикмахерские
- Кафе и бары
- Пляж на берегу реки Бык и Самары

## Транспорт
Через посёлок проходит автомобильная дорога Т-0424, рядом проходят автомобильная дорога М-04(E 50) и
железная дорога, станция Петропавловка в 2-х км. В пгт есть автовокзал, маршрутки поселкового значения.

## Экология
- Клуб.
- Районная больница.
- Спортивная площадка.
- Стадион.

## Достопримечательности
- Братская могила советских воинов.
- Свято-Петропавловская церковь.

## Религия
- Храм Св. Петра и Павла (православие).
- Новая украинская церковь (православие).
- Церковь баптистов (протестантизм).